# Evangelische Dorfkirche Kirchende

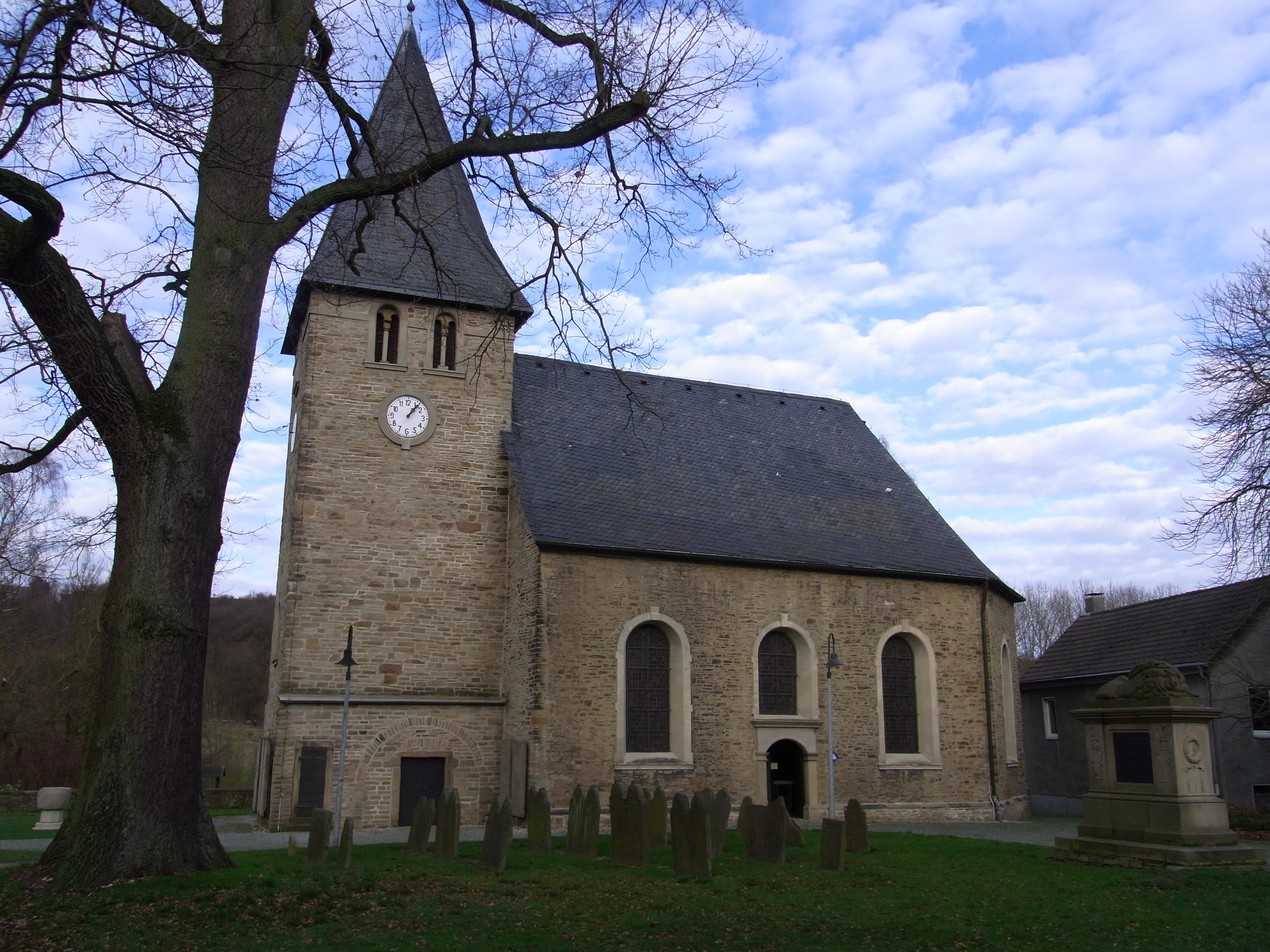
Dorfkirche Kirchende

Die evangelische Dorfkirche Kirchende ist ein denkmalgeschütztes Kirchengebäude in Kirchende, einem Stadtteil von Herdecke im Ennepe-Ruhr-Kreis (Nordrhein-Westfalen).

## Geschichte und Architektur

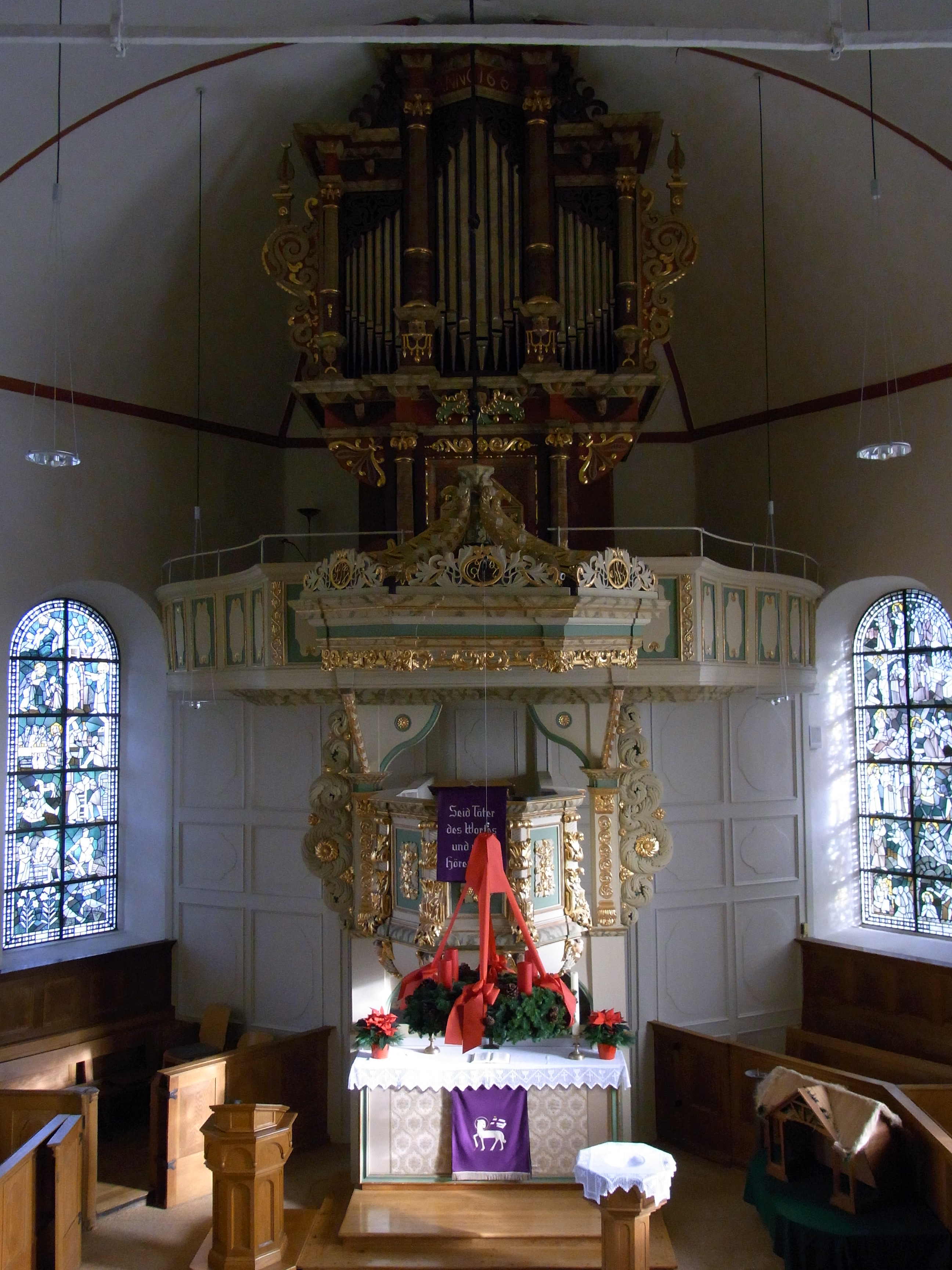
Blick auf den Altarraum

Die Saalkirche mit dreiseitigem Schluss wurde von 1756 bis 1759 errichtet. Der romanische Westturm von einer Vorgängerkirche ist wohl im 11. Jahrhundert gebaut worden. Über den Portalen des schlichten Bruchsteinbaus befinden sich Inschriften. Die Wände sind durch Rundbogenfenster gegliedert. Die ehemals breiten Bögen im Turm wurden vermauert. Die Mauern des Turmobergeschosses sind durch Rundbogenöffnungen mit eingestellten Säulen gegliedert.
In den Innenraum wurde ein einfaches, stichbogiges, verputztes Holztonnengewölbe eingezogen. Bemerkenswert ist der Kanzelaltar-Orgel-Aufbau aus der Zeit von 1774 bis 1781 mit älteren Teilen. Die geschnitzte Kanzel von 1759 stand ursprünglich in der Sylvesterkapelle in Bochum-Weitmar. Das Altarbild wurde 1909 von Fritz Gärtner gemalt.

## Orgel
Der Orgelprospekt sowie die Prospektpfeifen stammen aus dem Jahr 1663 und wurden ursprünglich für die Johanniskirche in Hagen errichtet. 1781 wurden sie hier aufgestellt. Sie hatte 9 Register. 1912 wurde die Traktur pneumatisiert. Das Orgelwerk wurde im Jahr 1976 durch die Werkstatt Alfred Führer, Wilhelmshaven, erbaut. Es verfügt über 18 Register auf zwei Manualen und Pedal. Die Schleifladen der Orgel sind mit mechanischer Traktur ausgestattet. Folgende Disposition wurde zum Zeitpunkt der Errichtung angelegt:
| I Hauptwerk C–g3 |       |
| Prinzipal        | 8′    |
| Rohrflöte        | 8′    |
| Oktave           | 4′    |
| Waldflöte        | 2′    |
| Mixtur IV 0      | 1 ⁄3′ |
| Trompete         | 8′    |
| Tremulant        |       |

| II Schwellwerk C–g3 |        |
| Gedackt             | 8′     |
| Blockflöte          | 4′     |
| Nasard 0            | 2 ⁄3′  |
| Prinzipal           | 2′     |
| Terz                | 1 3⁄5′ |
| Scharff III         | 1′     |
| Dulcian             | 8′     |
| Tremulant           |        |

| Pedal C–f1   |     |
| Subbaß       | 16′ |
| Offenbaß     | 08′ |
| Oktave       | 04′ |
| Mixtur III 0 | 02′ |
| Fagott       | 16′ |

- Koppeln: SW/HW, HW/P, SW/P

## Geläut
Das Geläut besteht aus drei Stahlglocken der Tonfolge dis'-fis'-a', gegossen 1922 beim Bochumer Verein. Erhalten geblieben ist eine alte Bronzeglocke aus dem 15. Jahrhundert, die zum Vaterunser läutet.